# Церковь Антифонитис
Церковь Антифонитис (греч. Εκκλησία Αντιφωνητής, Антифонитис («Отзывающийся») — один из эпитетов Христа) — восьмистолпная византийская церковь, расположенная недалеко от селения Калограя в районе Гирне среди лесов северных склонов гор Кириния (Пендадактилос) (Северный Кипр). Является главным храмом Монастыря святого архангела Антифонитис (Ιερά Μονή Αρχαγγέλου Αντιφωνητού), находящегося в ведении Киренийской митрополии Кипрской православной церкви.

## История
Церковь Антифонитис была основана в VII веке. Позднее рядом с церковью был основан монастырь, здание которого, как и здание церкви, было существенно перестроено в XII веке. Архитектурной особенностью этой церкви является то, что её купол покоиться не на четырех, а на восьми опорах. В настоящее время эта единственная сохранившаяся на Кипре подобная церковь.
В XIV—XV веках к зданию церкви с западной стороны был пристроен притвор, а с южной — крытая лоджия со сводчатыми арками на колоннах (ещё одна архитектурная особенность). Нетипичность архитектуры церкви Антифонитис проявляется и в том, что стены под куполом прорезаны восемью полукруглыми окнами.

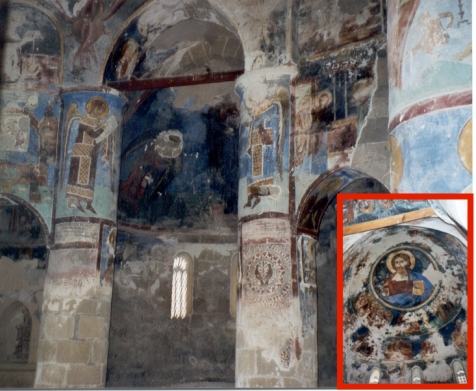
Изображение Христа Пантократора на куполе церкви

## Фрески
Купол церкви украшен фреской «Христос Пантократор». Настенные фрески частично относятся к XII веку, остальные созданы в XV веке во время реконструкции церкви. Наиболее известная фреска изображает Богоматерь с Младенцем в окружении архангелов Гавриила и Михаила.
Фрески церкви Антифонитис исполнены в оригинальном стиле, сочетающем в себе византийские классические традиции и приёмы итальянской иконографии XIV века. Как отмечают исследователи, изображение Христа в сцене Страшного суда и Сатаны в аду изобилуют иконографическими элементами, почти идентичными соответствующей фреске Джотто в падуанской капелле Скровеньи.